# Ловинс, Эмори
Эмори Ловинс (англ. Amory Lovins, род. 13 ноября 1947) — американский учёный-физик, изобретатель и экоактивист, один из идеологов и теоретиков движения в защиту окружающей среды.
Публичное признание Ловинс получил после статьи «Энергетическая стратегия: невыбранный путь?», опубликованной в журнале «Форин афферс» в 1976 году в разгар энергетического кризиса. По мнению Ловинса, США слишком зависели от импортной нефти, угля и атомных электростанций, чему Ловинс предложил альтернативу.

## Идеи Ловинса
«Существует комплекс энергетических технологий, которые отличаются рядом общих черт и достаточно привлекательные в технических, экономических и политических отношениях, но не имеют общего названия. При отсутствии более разумного термина я буду называть их „мягкими“ технологиями. Согласно недавним исследованиям, в США может быть создана экономика, полностью или в значительной степени основанная на солнечной энергии».
В список этих технологий, кроме солнечной энергетики, Ловинс включил энергию ветра, а также водородный двигатель. При этом он не ограничился теорией: Ловинс изобрёл автомобиль на водородном двигателе, так называемый «гиперкар», и получил на его разработку полтора миллиона долларов от корпорации BP-Amoco и техасского миллиардера Сэма Уайли.
Ловинс исходит из того, что электричество — форма, в который потребляется львиная доля энергии, — крайне неэкономична, когда оно производится сжиганием топлива или путём ядерной реакции. На всё, что не сводится к низкотемпературному подогреву и охлаждению, идёт лишь 8 % электроэнергии, остальное рассеивается в атмосфере. По мнению Ловинса, путём экономии этот объём можно сократить до 5 %, в основном за счёт более умеренного освещения промышленных объектов, а большинство других потребностей можно удовлетворять путём рационального использования энергетических отходов — в частности, те же пары в результате некоторых технологических процессов могут достигать температуры в несколько тысяч градусов Цельсия. Таким образом, по его мнению, для покрытия энергетических потребностей страны не понадобится строительства новых узловых электростанций — достаточно будет вспомогательных генераторов на энергоёмких предприятиях.
Кроме того, Эмори Ловинс считает, что рациональное использование нефти позволит наполовину сократить её потребление в мировых масштабах.
Сегодня Ловинс возглавляет Rocky Mountain Institute (Колорадо, США) — исследовательский центр, занимающийся разработкой инновационных технологий в сфере окружающей среды и энергетики.
Идеи Ловинса подвергаются критике. В частности, Уильям Такер в журнале «Weekly Standard» в статье «Миф об альтернативной энергии» отмечает, что Калифорния поступала согласно идеям Ловинса, но энергетический кризис поразил в первую очередь именно этот штат. Предлагаемые Ловинсом солнечная и ветровая энергии имеют ряд недостатков, в первую очередь непостоянство источников. Что при невозможности запасать электроэнергию не дает возможности регулировать поставки, а перепады приводят к повреждениям линий электропередач.

## Награды и отличия
- Премия «За правильный образ жизни» (1983)
- Стипендия Мак-Артура (1993)[3]
- Heinz Award[англ.] (1998)
- Премия Volvo за защиту окружающей среды
- Премия Голубая Планета (2007)
- Премия шейха Зайеда в области энергетики (Zayed Future Energy Prize[англ.]) (2011)